# Prêmio Carolina Maria de Jesus de Literatura
O Prêmio Carolina Maria de Jesus é um prêmio literário do Brasil, concedido pelo Ministério da Cultura (MinC).  O prêmio concedeu a maior premiação financeira do Brasil, com 3 milhões de reais para 61 obras, pagando 50 mil reais para cada obra vencedora.  Em 2023, ano de lançamento do prêmio, foram efetuadas mais de 2,6 mil inscrições. O prêmio, destinado apenas para mulheres, visa promover a equidade de gênero. A disputa foi dividida em seis categorias correspondendo aos seguintes gêneros: Conto, Crônica, Poesia, Quadrinho, Romance e Roteiro de Teatro.
O prêmio homenageia a escritora Carolina Maria de Jesus.